# Experimental Mathematics
Experimental Mathematics is een internationaal, aan collegiale toetsing onderworpen wetenschappelijk tijdschrift op het gebied van de experimentele wiskunde.
De naam wordt in literatuurverwijzingen meestal afgekort tot Exp. Math.
Het wordt uitgegeven door Taylor & Francis en verschijnt 4 keer per jaar.
Het eerste nummer verscheen in 1992.